# 인투 더 우즈

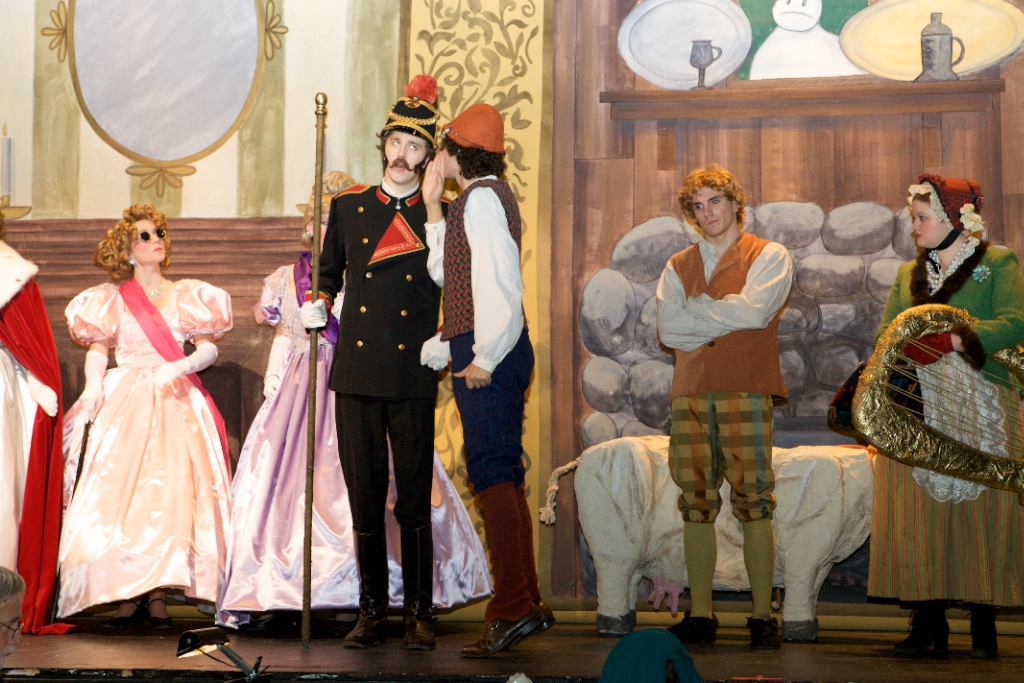

《인투 더 우즈》(영어: Into the Woods, 숲속으로)는 1987년 초연된 브로드웨이 뮤지컬이다. 작사 및 작곡은 스티븐 손드하임이 하였으며, 대본은 제임스 래파인이 맡았다. 2014년에 롭 마셜 감독의 뮤지컬 영화 《숲속으로》가 개봉하기도 했다.

## 개요
베이커 부부는 마녀의 저주에 걸린다. 저주를 풀기 위해서는 우유처럼 하얀 소, 빨간 두건, 노란 머리, 금색 신발이 필요하다. 부부는 그것들을 찾기 위해 숲 속으로 들어간다. 숲 속에서 신데렐라, 빨간 두건, 잭과 콩나무, 라푼젤 등 동화의 등장인물들과 만난다.